# Oaxacacoris pueblensis
Oaxacacoris pueblensis är en insektsart som beskrevs av Schwartz och Stonedahl 1987. Oaxacacoris pueblensis ingår i släktet Oaxacacoris och familjen ängsskinnbaggar. Inga underarter finns listade i Catalogue of Life.